# Søderåsen
Söderåsen (på dansk Sønder Ås  ) er en horst og nationalpark i det nordvestlige Skåne i kommunerne Bjuv, Klippen, Svalöv/Svalev og Åstorp/Aastrup. På åsen findes Skånes højeste punkt på 212 moh. Højderyggen strækker sig fra Röstånga/Røstange i sydøst til Åstorp/Aastrup i nordvest. Skånes højest beliggende kirkeby Stenestad/Stenested med Stenestad Parken er placeret på højderyggen, 180 moh.

## Geologi
Söderåsen er en horst, ligesom Bornholm. Åsen danner i lighed med de andre skånske åse en geologisk grænse, som kaldes Tornquistzonen. Åsen blev formentlig dannet for omkring 150 millioner år siden. Klipperne i området består hovedsageligt af gnejs og gnejsgranit, men også amfibolit, diabas og basalt findes, hvilket tyder på, at der har forekommet vulkansk aktivitet. Söderåsens danner også grænse mellem nåleskovsbæltet og løvskovsbæltet i Skandinavien. Gran bliver gradvist det mest fremherskende træ nord for åsen.

## Nationalparken
Söderåsens nationalpark etableredes i 2001 i Klippans og Svalövs kommuner. Nationalparken går fra Skäralidskløft i nord til Nackarpsdalen i syd. Området var allerede beskyttet inden oprettelsen af nationalparken. Parken har flere vandrestier, og er en populær destination.
Skäralidkløften, med udsigtspunktet Kopparhatten, er en del af Sveriges største sammenhængende løvskovsområde med store indslag af bøg og eg. Længst inde i Nackarpsdalen er den cirkelrunde Odensjön (dansk: Odinsøen) omgivet af 30 m høje stejle klipper.
Lige nord for nationalparken er vandreområdet Klåveröd.
Den skånske vandrerute Skåneleden følger den sydlige højderyg hele vejen fra Åstorp til Röstånga.